# Putschversuch in Japan vom 26. Februar 1936
Der Putschversuch vom 26. Februar 1936 (japanisch 二・二六事件, Ni-Ni-Roku Jiken, wörtlich: „2-26-Zwischenfall“) war ein versuchter Staatsstreich eines Teils der japanischen Streitkräfte. Die Aufständischen sahen sich als Kämpfer im Namen des Tennō. Sie waren der Ansicht, dass die Regierung die japanische Eroberung Asiens nicht aggressiv genug angehe und zu sehr politischen und industriellen Interessen folge.
Obwohl es den Putschisten gelang, mehrere führende Beamte (darunter zwei ehemalige Premierminister) zu ermorden und das Regierungszentrum in Tokio zu besetzen, gelang es ihnen nicht, Premierminister Keisuke Okada zu ermorden oder den Kaiserpalast einzunehmen. Ihre Unterstützer in der Armee versuchten, aus ihren Aktionen Kapital zu schlagen, aber Spaltungen innerhalb des Militärs, sowie das ungewohnt harte Durchgreifen des Tennō Hirohito führten dazu, dass der gewünschte Regierungsumsturz nicht gelang. Aufgrund des überwältigenden Widerstands der kaiserlichen Truppen ergaben sich die Rebellen am 29. Februar.
Im Gegensatz zu früheren Beispielen politischer Gewalt durch junge Offiziere hatte der Putschversuch schwerwiegende Folgen. Nach mehreren umfassenden Prozessen unter Ausschluss der Öffentlichkeit wurden 17 der Anführer des Aufstands wegen Meuterei hingerichtet und 40 weitere inhaftiert. Die rechtsradikale Kōdō-ha-Fraktion verlor ihren Einfluss innerhalb der Armee, das Militär verstärkte seine Kontrolle über die Zivilregierung, das Kabinett Okada trat vollständig zurück, das nachfolgende Kabinett Hirota erließ das kontroverse „Gesetz zur Bekämpfung von Gedankenkriminalität“ und der langandauernde Trend rechter Aufstände in den 1930er Jahren fand offiziell sein Ende. Im folgenden Jahr ereignete sich der Zwischenfall an der Marco-Polo-Brücke.

## Hintergrund

### Rivalität verschiedener Fraktionen innerhalb der Armee
Die Kaiserlich Japanische Armee hatte eine lange Geschichte interner Fraktionskonflikte (軍閥, Gunbatsu) ihrer hochrangigen Offiziere, welche das Produkt aus den Rivalitäten zwischen den verschiedenen Domänen der Meiji-Zeit war. In den frühen 1930er Jahren hatten sich die Offiziere der Oberkommandos in zwei große Gruppen gespalten: Die Kōdō-ha-Fraktion (皇道派, Kaiserlicher Weg) unter der Führung von Sadao Araki und seiner rechten Hand Jinsaburō Mazaki, sowie die Tōsei-ha-Fraktion (統制派, Kontrollfraktion) unter der Führung von Tetsuzan Nagata.
Die Kōdō-ha betonten die Bedeutung der japanischen Kultur (Kokutai), den Vorrang spiritueller Reinheit gegenüber dem Materialismus und die Notwendigkeit, Krieg gegen die Sowjetunion zu führen (Hokushin-ron). Die Tōsei-ha hingegen waren stark durch die Ideen des zeitgenössischen deutschen Generalstabs beeinflusst und unterstützten ökonomische und militärische Zentralisierung unter Führung des Volkes (Totale Kriegstheorie), technologische Modernisierungen und Mechanisierungen, sowie eine Expansion nach China (Nanshin-ron). Lange Zeit war die Kōdō-ha die dominante Fraktion innerhalb der Armee und besetzte die meisten wichtigen Führungspositionen. Nach Arakis Rücktritt wurden die meisten Kōdō-ha-Mitglieder aus etwaigen Führungspositionen entfernt und gegen Tōsei-ha-Mitglieder ausgetauscht.

### Die „Jungoffiziere“
Die Offiziere der Armee konnten unterteilt werden in diejenigen, die ihre Ausbildung an der Heeresoffizierschule (eine Schule mit Spezialisierung auf Basistraining) abgeschlossen hatten und diejenigen, die die prestigeträchtige Heereshochschule (eine Schule für Offiziere mit Berufserfahrung) besuchten. Die letztgenannte Gruppe bildete die Elite des Offizierskorps, während die Erstgenannten grundsätzlich vom Aufstieg in höhere Stabspositionen ausgeschlossen wurden. Mehrere Offiziere der erstgenannten, diskriminierten Gruppe fingen an sich stark zu politisieren und bildeten die „Bewegung der jungen Offiziere“ (青年将校運動, Seinen Shōkō Undō).
Die Jungoffiziere waren der Ansicht, dass Japan vom Kokutai abzuweichen drohte (国体, ein amorpher Begriff, der häufig mit „Volkscharakter“ oder „Gemeinwesen“ übersetzt wird und in etwa die Beziehung zwischen dem Kaiser und dem Staat bezeichnet). Die „privilegierten Klassen“, namentlich die Großkapitalisten, beuteten das Volk aus, sorgten dadurch für steigende Armut in den ländlichen Gebieten und schmiedeten Intrigen gegen den Kaiser, um am Ende die Machtpositionen zu übernehmen und Japan zu schwächen. Die Lösung des Problems sollte die Shōwa-Restauration sein, nach dem Vorbild der Meiji-Restauration vor über 70 Jahren. Indem sie sich erhoben und die „bösen Berater um den Thron“ vernichten, würden die Offiziere die Autorität des Kaisers wiederherstellen. Der Kaiser würde dann die Verwestlichung aufhalten, welche die Basis für die Ausbeutung des Volkes bildete und den Wohlstand der Nation wiederherstellen. Die Überzeugungen waren stark vom zeitgenössischen nationalistischen Denken beeinflusst, insbesondere von der umfassenden Philosophie des Sozialisten Ikki Kita, der auch der Begründer der Shōwa-Restauration war. Vor allem seine fast 2000 Seiten umfassende Abhandlung Ein Plan zur Neuordnung Japans wurde von den Jungoffizieren als Inspiration genannt. Fast alle der späteren Putschisten stammen aus dem Bauernstand oder der Arbeiterklasse; folglich fühlten sie sich bestätigt, die Notlage des einfachen Volkes verstehen zu können.
Die genaue Größe der eher lose organisierten Gruppe steht nicht fest, wird aber auf etwa 100 reguläre Mitglieder geschätzt, die meisten davon Offiziere aus dem Raum Tokio. Ihr informeller Anführer war Mitsugi Nishida. Als ehemaliger Leutnant der Armee und Schüler von Ikki Kita war Nishida das Aushängeschild für verschiedene nationalistische Zivilgruppierungen, die am Ende der 1920er Jahre wuchsen. Für diese nutzte er den Sammelbegriff Kokutai Genri-ha (国体原理派, in etwa Nationales Prinzip). Nach mehreren Ereignissen politischer Gewalt, darunter dem März- und Oktober-Zwischenfall, distanzierten sich viele Mitglieder der Armee und der Marine von den nationalistischen Zivilgruppierungen und beendeten die Zusammenarbeit.
Trotz ihrer relativ geringen Größe waren die Gruppierungen einflussreich, was nicht zuletzt auf die von ihr ausgehende Gefahr zurückzuführen war. Sie hatte Sympathisanten im Generalstab und sogar in der kaiserlichen Familie, darunter Prinz Chichibu Yasuhito, der Bruder des Kaisers Hirohito (und bis 1933 sein Erbe), der mit Nishida und anderen führenden Denkern der Kokutai Genri-ha befreundet war. Obwohl sich die Gruppierungen vehement gegen den Kapitalismus aussprachen, gelang es ihnen, unregelmäßige monetäre Unterstützungen von Zaibatsu zu sichern, die sich im Gegenzug Schutz erhofften.
Die genaue Art der Beziehung zwischen den Kōdō-ha und der Kokutai Genri-ha ist kompliziert. Beide Fraktionen werden oft als ein und dieselbe oder als zwei Gruppen, die ein größeres Ganzes bilden, verstanden. Zeitgenössische Berichte und die Schriften verschiedener Mitglieder machen jedoch deutlich, dass es sich um zwei gänzlich voneinander unabhängige Gruppierungen handelte, die lediglich dasselbe Ziel verfolgten. Die Kōdō-ha schützte die Kokutai Genri-ha und verschaffte ihr Zugang zu wichtigen Regierungsdokumenten und -gebäuden, während sie im Gegenzug von deren Fähigkeit profitierten, radikale Offiziere zurückzuhalten.

### Popularität politischer Gewalt in den frühen 1930er Jahren
Die Zeit vor dem Februarputsch war durch eine Serie verschiedener blutiger Aufstände und Attentate durch junge Offiziere geprägt, am prominentesten war dabei der Blutliga-Vorfall und der Zwischenfall am 15. Mai, bei dem der Premierminister Tsuyoshi Inukai von mehreren Mitgliedern der Luftwaffe und welchen der Blut-Liga getötet wurde. Dieser Vorfall war insoweit von Bedeutung, als dass er die jungen Armeeoffiziere (die zwar von dem Attentat wussten, aber nicht an ihm beteiligt waren) von der Notwendigkeit überzeugte, bei einem möglichen Staatsstreich Truppen einzusetzen. Außerdem wurden die Rädelsführer beider Vorfälle wegen der Unterstützung aus der Bevölkerung mit relativ milden Haftstrafen sanktioniert.
Der unmittelbare Vorläufer des Putsches war jedoch der November-1934-Vorfall (十一月事件, Juichigatsu Jiken) und seine Konsequenzen. In diesem planten der Leutnant Takaji Muranaka und sein Kollege Asaichi Isobe, einflussreiche Mitglieder der Kokutai Genri-ha, einen Putsch mit einer Gruppe Militärkadetten. Muranaka und Isobe gestanden vor Gericht, über einen solchen Staatsstreich nachgedacht zu haben, wiesen aber zurück, diesen auch wirklich durchgeführt oder vorbereitet zu haben. Das zuständige Militärgericht kam zu dem Schluss, dass die Beweislage für eine Verurteilung zu dünn war, stattdessen wurden Muranaka und Isobe von der Armee suspendiert. In der lokalen Presse äußerten beide ihre Missgunst gegenüber der Entscheidung und verbreiteten das Gerücht, dass die Tōsei-ha falsche Spuren gelegt haben, um die Armee weiter von den einflussreichen Nationalisten zu „säubern“. Als Indiz für die These führten sie das kürzlich ungewollt an die Öffentlichkeit gekommene Pamphlet der Führungsebene der Tōsei-ha an, in der ausdrücklich von einer solchen „Säuberung“ die Rede war. Die Vorwürfe wurden nicht weiter verfolgt.
Zu dieser Zeit wurde mit General Mazaki das letzte Mitglied der Kōdō-ha von seiner Führungsposition entfernt. Dies führte zu Demonstrationen der Jungoffiziere, die nunmehr Antipathien gegen ihr vorheriges Vorbild Masaki entwickelten, da es diesem nicht gelungen war zu seiner Zeit als Führer der Armee den Widerstand innerhalb der Armee zu überwinden. Tetsuzan Nagata, der wegen seiner Führungsposition innerhalb der Tōsei-ha ohnehin schon von Kōdō-ha gehasst wurde, war nun erstmals Zielscheibe öffentlicher Todesdrohungen.
Am 12. August 1935, beim sogenannten Aizawa-Vorfall (相沢事件, Aizawa jiken) ermordete Oberstleutnant Saburō Aizawa schließlich Tetsuzan Nagata in seinem Büro, da dieser die Armee „gespalten“ und den Kaiser „verraten“ habe. Der öffentlich ausgetragene Strafprozess gegen Aizawa wurde zu einem Medienspektakel, da Aizawa und die Führungsspitze der Kokutai Genri-ha in Absprache mit den Richtern den Prozess zu einem Podium machten, von dem aus sie ihre Ideologie verbreiten konnten. Aizawas Anhänger lobten offen dessen „Moral und Patriotismus“, und von der Bevölkerung wurde er großteils als „einfacher Soldat“ gesehen, der nur danach strebe, die Armee nach dem „wahren nationalen Prinzip“ zu reformieren.
Historiker Richard Sims argumentierte, dass die Bezeichnung „japanischer Faschismus“ für diese Zeit angemessen ist:

„Die Bezeichnung ist passend. Die Gemeinsamkeiten, die Japan mit dem NS-Staat und dem Italienischen Faschismus teilte, waren der starke Antikommunismus, der Anti-Liberalismus, die Ablehnung des Kapitalismus, die Betonung der nationalen Gemeinschaft und die aggressive Außenpolitik.“

## Vorbereitungen

### Handlungsentschluss
Die Kokutai Genri-ha waren schon seit längerer Zeit Befürworter eines gewaltsamen Aufstandes gegen die Regierung. Die Entscheidung, im Februar 1936 endlich zu handeln, war auf zwei Faktoren zurückzuführen: Die erste war die im Dezember 1935 verkündete Entscheidung, das 1. Infanterie-Regiment im Frühjahr in der Mandschurei zu stationieren. Da die meisten Mitglieder der Kokutai Genri-ha der 1. Division angehörig waren, hätte dies eine mögliche Aktion um eine ungewisse Anzahl an Jahren verzögert. Ohne diese wäre ein Staatsstreich nämlich von Anfang an zum Scheitern verurteilt. Der zweite Faktor war der Aizawa-Prozess. Den Eindruck, den Aizawa und seine Anhänger auf die Bevölkerung hinterließen, beeindruckte die Jungoffiziere und sie glaubten, von der positiven öffentlichen Meinung zu profitieren, wenn sie noch während des laufenden Prozesses handeln.
Als Nishida und Kita davon erfuhren, waren sie zunächst gegen den Putsch. Das Vorhaben sei zu „übereilt.“ Als die Jungoffiziere von ihren Plänen nicht abweichen wollten, änderten sie ihre Meinung und drückten offiziell ihre Unterstützung aus. Ein weiteres zu überwindendes Hindernis war der Widerstand Teruzō Andōs Truppen, der seinem Befehlshaber einen Eid geschworen hatte, mit seinen Männern keine Umstürze zu unterstützen. Andōs Rolle im 3. Infanterie-Regiment war für den Putsch aber von entscheidender Bedeutung, so dass Muranaka und Nonaka wiederholt das Gespräch mit ihm suchten. Letztlich gab er nach und versprach, seine Truppen zur Unterstützung bereitzustellen.
Das Datum 26. Februar 1936 wurde gewählt, weil es den Offizieren gelungen war, sich selbst und ihre Verbündeten an diesem Tag als diensthabende Offiziere einzusetzen. Dadurch wurde ihnen der Zugang zu Waffen und Munition erleichtert und umgekehrt der Zugang für oppositionelle Armeemitglieder erschwert.

### Planung, Manifest und Ziele
Der genaue Ablauf des Aufstands wurde in mehreren Sitzungen zwischen dem 18. und 22. Februar von Mitsugi Nishida, Yasuhide Kurihara, Teruzō Andō, Takaji Muranaka und Asaichi Isobe geplant. Der beschlossene Plan war relativ einfach: Die Offiziere würden die größten Feinde des Kokutai ermorden, die Kontrolle über das Verwaltungszentrum und den Kaiserpalast Tokio erlangen und dort dann ihre Forderungen vorlegen (die Entlassung verschiedener Offiziere und die Ernennung eines neuen Kabinetts unter der Leitung von Mazaki). Sie hatten keine längerfristigen Ziele, da sie dies dem Tennō überlassen wollten. Sollte dieser sich aber widersetzen, sollte sein Bruder, Prinz Yasuhito Chichibu, seinen Platz einnehmen.
Die Jungoffiziere glaubten, dass die meisten der wichtigen Armeeoffiziere ihren Aufstand zumindest stillschweigend befürworteten. Dazu gehörten Heeresminister Yoshiyuki Kawashima, Jinsaburō Mazaki und Sadao Araki, General Tomoyuki Yamashita, Generalleutnant Kanji Ishiwara, General Shigeru Honjō und Kommandeur Kōhei Kashii. Kawashimas Nachfolger im Amt des Heeresministers bemerkte später, dass, wenn alle Offiziere, die die Rebellen unterstützt hatten, zum Rücktritt gezwungen worden wären, nicht genügend hochrangige Offiziere übrig geblieben wären, um sie zu ersetzen. Mit anderen Worten: Der größte Teil der hochrangigen Mitglieder stand hinter dem Vorhaben der Jungoffiziere.
In einem Dokument mit dem Titel Manifest des Aufstands (蹶起趣意書, Kekki Shuisho), das dem Kaiser übergeben werden sollte, legten sie ihre Absichten dar. Das Dokument wurde von Muranaka vorbereitet, aber im Namen Shirō Nonakas verfasst, da er der ranghöchste der am Komplott beteiligten Offiziere war. Das Dokument entsprach ganz den Idealen der Kokutai Genri-ha und beschuldigte die Genrō (pensionierte Staatsmänner und informelle Berater des Kaisers), die Tōsei-ha, die Zaibatsu, die Bürokraten und die politischen Parteien, den Kokutai durch ihren Egoismus und ihre Indifferenz gegenüber dem Kaiser zu gefährden. Sie forderten deshalb direkte Maßnahmen:

„Wenn wir in diesen Zeiten, in denen wir mit desaströsen Notlagen im In- und Ausland konfrontiert sind, die Illoyalen und Ungerechten, die den Kokutai gefährden, nicht hinrichten, wenn wir die Schurken, die die Autorität des Kaisers beschränken und die Restauration blockieren, nicht aus dem Weg räumen, dann wird der kaiserliche Plan für unsere Nation scheitern. […]

Die Minister und militärischen Fraktionen in der Nähe des Kaisers müssen vernichtet werden: Das ist unsere Pflicht und wir werden sie erfüllen.“

Sieben Ziele wurden für die „Bedrohung des Kokutai“ ausgewählt und sollten getötet werden:
| Bild                                                                          | Name               | Position                                                     | Grund der Assassination | Stand      |
| ----------------------------------------------------------------------------- | ------------------ | ------------------------------------------------------------ | --- | ---------- |
| Keisuke Okada, 1935                                                           | Keisuke Okada      | Premierminister                                              | Unterstützung des Londoner Flottenvertrags und Befürwortung der Organtheorie, nach der der Tennō nur ein Organ des Staates sei.                                                          | Überlebt   |
| Kimmochi Saionji, 1935.                                                       | Kimmochi Saionji   | Der letzte Genrō und ehemaliger Premierminister              | Unterstützung des Londoner Flottenvertrags, Hauptverantwortlicher für die Formung von Kabinetten.                                                                                        | Gestrichen |
| Nobuaki Makino in seinen letzten Jahren. Genaues Aufnahmedatum ist unbekannt. | Nobuaki Makino     | ehemaliger Außenminister                                     | Unterstützung des Londoner Flottenvertrags, Widersacher als Prinz Fushimi Hiroyasu gegen das neue Regierungssystem protestierte, zusammen mit Saitō Gründungsmitglied des Gerichtshofes. | Überlebt   |
| Kantarō Suzuki, irgendwann vor 1945.                                          | Kantarō Suzuki     | Grand Chamberlain                                            | Unterstützung des Londoner Flottenvertrags, „Gegner des kaiserlichen Weges“ | Überlebt   |
| Makoto Saitō, 1935.                                                           | Makoto Saitō       | Lord Keeper of the Privy Seal und ehemaliger Premierminister | Unterstützung des Londoner Flottenvertrags, Entlassung von Mazaki, zusammen mit Makino Gründungsmitglied des Gerichtshofes.                                                              | Getötet    |
| Korekiyo Takahashi, 1936.                                                     | Korekiyo Takahashi | Finanzminister, ehemaliger Premierminister                   | Unterstützung des Parteiensystems, vermehrte Versuche, das Militär zu schwächen, Verfechter von Japans Abkehr vom Goldstandard.                                                          | Getötet    |
| Jōtarō Watanabe, 1936.                                                        | Jōtarō Watanabe    | Kommandeur und damit Nachfolger Mazakis.                     | Befürworter der Organtheorie, enge Verflechtungen zu den Tōsei-ha, Weigerung zurückzutreten trotz „offenkundiger Inkompetenz“.                                                           | Getötet    |

Saionjis Name wurde kurzfristig von der Liste gestrichen, so dass nur noch sechs Ziele übrig blieben. Die Gründe dafür sind umstritten. Einige der Offiziere argumentierten, dass er zum Zweck am Leben gelassen wurde, um den Kaiser von der Ernennung Mazakis zum Premierminister zu überzeugen. Isobe bekundete indes später, dass das Attentat aufgrund organisatorischer Schwierigkeiten abgesagt wurde.

### Die „Rechtmäßige Armee“

Flagge der Rebellen. Die Kanji sagen: „Verehre den Tennō. Zerstöre die Verräter.“

Am 22. Februar 1936 gelang es sieben Anführern, achtzehn weitere Offiziere von dem Aufstand zu überzeugen. Die Unteroffiziere wurden in der Nacht zum 25. Februar informiert, Stunden vor Beginn der Angriffe. Obwohl die Offiziere offiziell behaupteten, die Befehle nur pro forma erteilt zu haben, argumentierten einige der Unteroffiziere später vor Gericht, keine Wahl gehabt zu haben. Die jüngsten Soldaten wurden nicht über den Aufstand in Kenntnis gesetzt, auch wenn die meisten von ihnen später Begeisterung zeigten.
Die Zusammensetzung war folgendermaßen:
1. Der Großteil der Putschisten bestand aus Männern der 1. Division. Diese bestand aus:
  1. dem 1. Infanterie-Regiment (456 Männer)
  2. und dem 3. Infanterie-Regiment (937 Männer)
2. Ein kleiner Teil der Putschisten stammt von der 3. kaiserlichen Leibgarde (138 Männer). Diese bestand aus:
  1. Anderen Offizieren
  2. Zivilisten
  3. Untergeordnetem Männer anderer Einheiten

Die „Rechtmäßige Armee“ (義軍, gigun), der Kollektivnahme von Kōdō-ha und Kokutai Genri-ha, bestand somit aus 1.558 Männern. Die damals angegebene Zahl von 1.483 exkludiert die 75 Männer, die unter Führung Nakahashis vergeblich versuchten, den Kaiserpalast einzunehmen.
Das Motto der „Rechtmäßigen Armee“ ist eine Anlehnung an den Slogan der Meiji-Restauration: „Verehre den Tennō. Zerstöre das Shogunat.“ Jeder, der am Putsch teilnahm, musste eine Drei-Sen-Postkarte mit sich führen, wenn er sich den Armeelinien näherte. Dies war das Zeichen, zu den Rebellen zu gehören.

## Verlauf des Aufstands
In der Nacht zum 25. Februar 1936 schneite es stark, sodass ganz Tokio mit großen Schneeladungen bedeckt war. Der Umstand ermutigte die aufständischen Offiziere, denn es erinnerte sie an den Sakuradamon-Zwischenfall, in dem die Shishi (politische Aktivisten) den Tairō des Tokugawa-Shogunats, Ii Naosuke, im Namen des Tennō töteten. Ihre Situation hielten sie für vergleichbar.
Die Rebellen teilten sich in sechs Gruppen auf und verließen ihre Kasernen zwischen 03:30 und 04:00 Uhr. Die Angriffe auf Okada, Takahashi, Suzuki, Saitō, Heeresministerium und die Polizeizentrale Tokios erfolgten simultan um 05:00 Uhr.
Zur besseren Übersicht werden die Ereignisse in die drei ausführenden Obergruppen aufgeteilt. Die meisten davon wurden simultan durchgeführt.

### 1. Infanterie-Regiment

#### Angriff auf Keisuke Okada

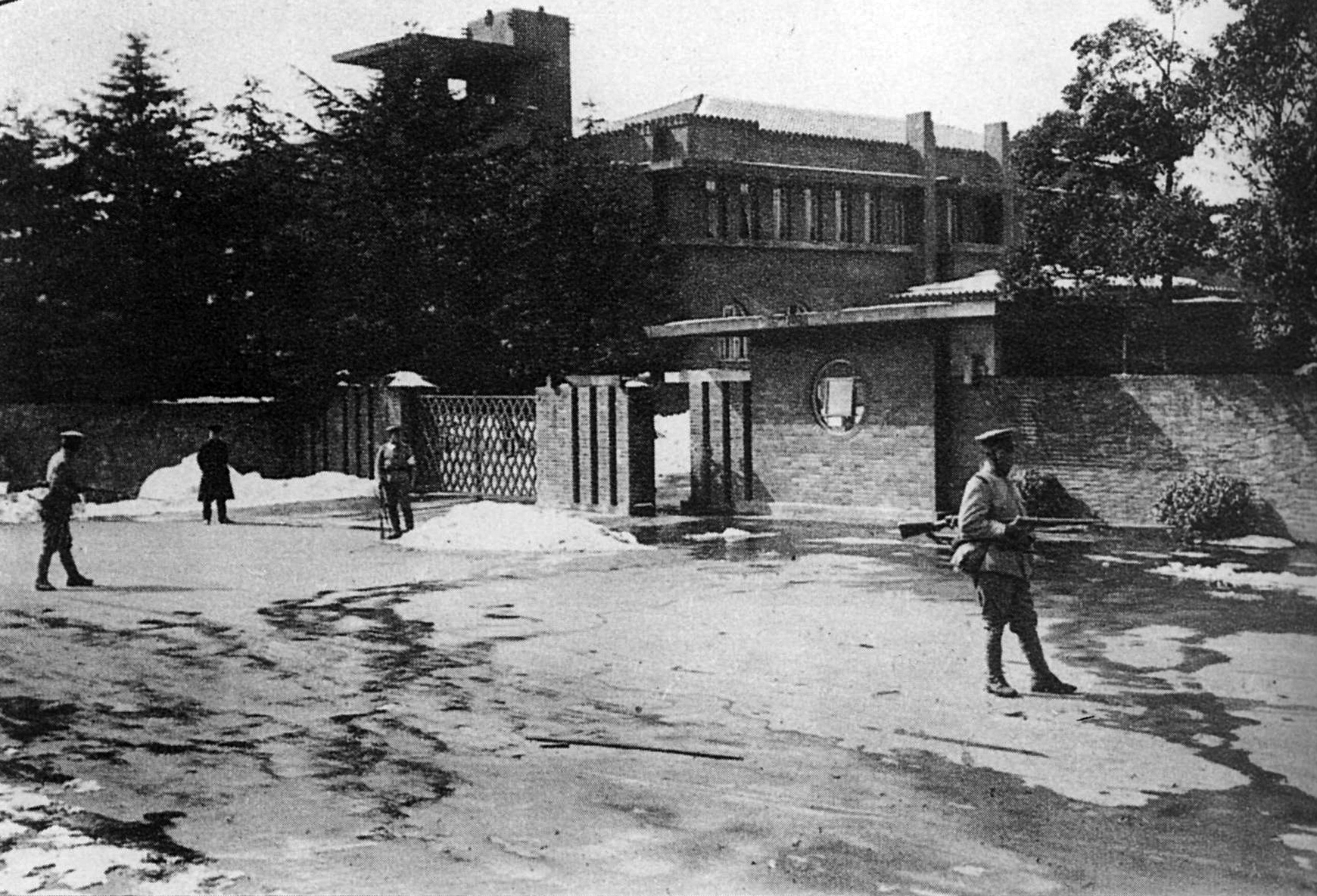
Fotografie der Rebellen vor der Okada-Residenz. Zum Zeitpunkt der Fotografie ist Okada bereits geflüchtet.

Der Angriff auf Premierminister Keisuke Okada wurde durch 280 Männer des 1. Infanterie-Regiments durchgeführt. Als Anführer fungierte Yasuhide Kurihara.
Die Truppen umstellten die Residenz des Premierministers und nötigten dessen Wachen, die Tore zu öffnen. Als sie das Gelände betraten und Okada suchten, wurden sie von vier Polizisten beschossen, die zwar sechs der Offiziere verletzen konnten, dafür aber alle getötet wurden. Durch die Schüsse wurde Okada vor der Gefahr gewarnt.
Von seinem Schwager, Oberst Denzō Matsuo, wurde er in ein Versteck gebracht. Matsuo, der Okada optisch ähnlich sah, wurde entdeckt und an Stelle des Premierministers getötet. Die Soldaten verglichen Matsuos verwundetes Gesicht mit einem Bild des Premierministers und kamen zu dem Schluss, ihren Auftrag erfolgreich erfüllt zu haben.
Okada entkam am nächsten Tag, doch seine Flucht wurde geheim gehalten. Folglich verfolgten die Offiziere ihn nicht weiter.
Nach dem Tod von Matsuo übernahmen Kuriharas Männer Wachposten rund um das Gelände. Sie wurden von 60 Männern der 3. kaiserlichen Leibgarde unterstützt.

#### Beschlagnahme des Heeresministeriums

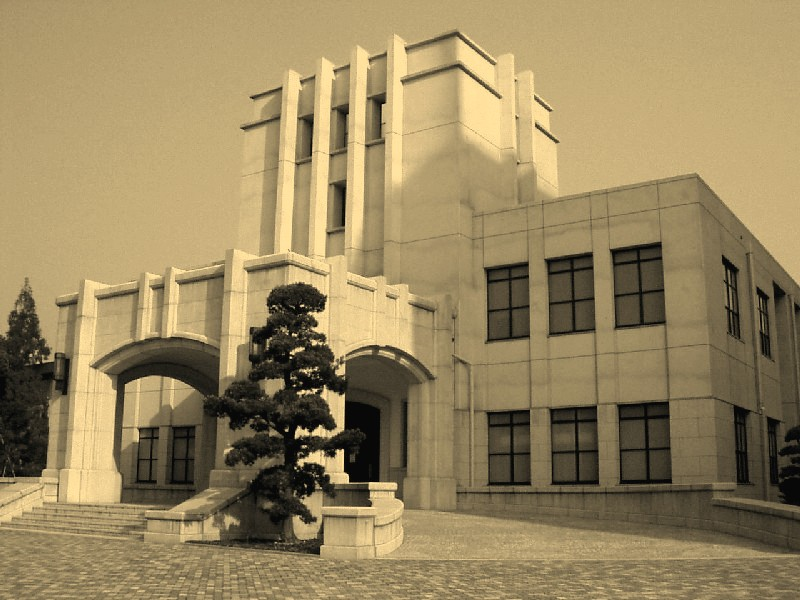
Bild des Heeresministeriums.

Kiyosada Kōda, begleitet von Muraka und Isobe, führte 160 Männer an, um die Kontrolle über das Heeresministerium und den Generalstab zu erlangen. Als dies gelang, drangen sie in die Residenz ein und verlangten, General Yoshiyuki Kawashima zu sehen. Gegen 6:30 Uhr drangen sie bis zu seinem Büro vor und übergaben ihm ein Dokument, in dem zahlreiche ihrer Forderungen aufgelistet waren:

„Wir, die Rechtmäßige Armee, fordern…
1. Eine schnelle Lösung der Notlage durch Kawashima, in einer Weise, die die Restauration voranbringt.
2. Die Verhinderung der Anwendung von Gewalt gegen die Rechtmäßige Armee.
3. Die Verhaftung von Kazushige Ugaki (Generalgouverneur vom Korea unter japanischer Herrschaft), Jirō Minami (Kommandeur der Kwantung-Armee), Koiso Kuniaki (Kommandeur der Chōsen-Armee) und Yoshitsugu Tatekawa. Die Männer sind die Quelle der Zerstörung der militärischen Führung.
4. Die sofortige Entlassung von Oberstleutnant Akira Mutō, Oberst Hiroshi Nemoto und Major Tadashi Katakura, wegen ihrer Förderung des Fraktionszwangs.
5. Die Ernennung von Sadao Araki zum neuen Kommandeur der Kwantung-Armee.“

Als Heeresminister hatte Kazushige Ugaki für eine Verkleinerung und für die Modernisierung der Armee gesorgt. Außerdem distanzierte er sich von den Verschwörern des März-Zwischenfalls (die im Auftrag handelten, ihn zum Premierminister zu machen). Minami, Mutō, Nemoto und Katakura waren allesamt prominente Mitglieder der Tōsei-ha. Katakura war auch mitverantwortlich für die Meldung des November-1934-Vorfalls. Als Isobe ihn später am Gebäude des Heeresministeriums antraf, schoss er ihm in den Kopf.
In dieser Zeit schlossen sich mehrere Offiziere, die mit den Rebellen sympathisierten, dem Aufstand an. Darunter Jinsaburō Mazaki, Tomoyuki Yamashita, Ryū Saitō und der stellvertretende Heeresminister Motoo Furushō.
Saitō lobte den „Patriotismus“ der Jungoffiziere und forderte Kawashima auf, ihre Forderungen zu akzeptieren. Kurz vor 9:00 Uhr erklärte Kawashima, dass er mit Tennō Hirohito sprechen müsse und ging zum Kaiserpalast.

#### Angriff auf Nobuaki Makino

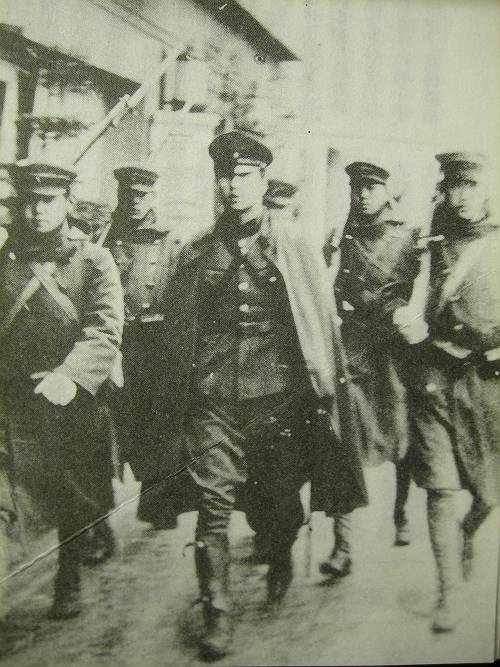
Yasuhide Kurihara (Mitte) führt die Rebellen.

Hisashi Kōno befahl einer Gruppe von sieben Mitgliedern, darunter sechs Zivilisten, Nobuaki Makino anzugreifen, der sich mit seiner Familie im Kōfūsō, einem Teil des Ryokan Itōya in Yugawara, aufhielt.
Als sie um 5:45 Uhr ankamen, postierten sie zwei Männer vor der Tür und betraten dann mit gezogenen Waffen das Gasthaus, woraufhin Polizisten, die sich im Inneren aufhielten, das Feuer eröffneten und eine längere Schießerei antrieben. Ein Polizist informierte Makino und seine Leute über den Angriff und führte sie zu einem Hinterausgang. Die Attentäter feuerten zwar auf die flüchtende Gruppe, bemerkten aber nicht, dass Makino sich unter ihnen befand und entkommen war. Kōno wurde während des Schusswechsels in der Brust verwundet und ein Polizist, Yoshitaka Minagawa, wurde getötet. Als Kōno aus dem Kampf getragen wurde, setzten die Attentäter das Gebäude in Brand. Da Kōno bei der Flucht einen vereinzelten Schuss hörte, dachte er, Makino habe sich selbst erschossen. Die Männer brachten Kōno in ein nahegelegenes Militärkrankenhaus, in dem sie von der Militärpolizei verhaftet wurden.

#### Vandalismus im Büro der ZeitschriftAsahi Shimbun
Gegen 10 Uhr bestiegen Kurihara und Nakahashi drei Lastwagen mit 60 Männern und fuhren von der Residenz Okadas zu den Büros von Asahi Shimbun, einer einflussreichen liberalen Zeitschrift. Sie stürmten das Gebäude und zwangen die Angestellten zu fliehen, während sie schreien mussten, der Angriff sei „eine göttliche Vergeltung dafür, dass wir eine anti-japanische Zeitschrift sind.“
Anschließend warfen sie die Setzkästen der Zeitung (die 4.000 verschiedene Schriftzeichen enthielten) um und verstreuten sie auf dem Boden, so dass die Zeitung vorübergehend nicht mehr erscheinen konnte. Nach dem Angriff verteilten die Männer Kopien ihres Manifestes an nahe gelegene Zeitungen und kehrten zu Okadas Residenz zurück.

### 3. kaiserliche Leibgarde

#### Angriff auf Korekiyo Takahashi
Oberstleutnant Motoaki Nakahashi von der 3. kaiserlichen Leibgarde versammelte 120 Männer und marschierte, nachdem er seinen Befehlshabern mitgeteilt hatte, am Yasukuni-Schrein (oder Meiji-Schrein; die Quellen sind widersprüchlich) beten zu möchten, zu Korekiyo Takahashis persönlichem Wohnsitz. Dort teilte er seine Männer in zwei Hälften: Die erste Gruppe attackierte die Residenz, während die andere draußen Wache hielt. Nachdem die Männer erfolgreich in das Anwesen eingedrungen waren, führten die Bediensteten unter Gewaltandrohung Nakahashi und Kanji Nakajima in Takahashis Schlafzimmer. Dort erschoss Nakahashi den schlafenden Takahashi mit einer Pistole, während Nakajima ihn mit seinem Schwert aufschlitzte. Takahashi starb, ohne durch den Trubel geweckt zu werden.
Als Takahashi tot war, schickt Nakahashi die Gruppe zu den Truppen, die bereits in Okadas Residenz waren. Anschließend begleitete er die verbleibende Gruppe von Männern zum Palast.

#### Versuch, den Kaiserpalast einzunehmen
Nakahashi und seine 75 Männer betraten das Palastgelände durch das westliche Hanzō-Tor gegen 6:00 Uhr. Nakahashis Einheit war die vorgesehene Nothilfekompanie (赴援隊, fuentai) und er teilte dem Kommandeur der Palastwache, Major Kentarō Honma, mit, dass er wegen der Angriffe am frühen Morgen zur Verstärkung der Tore gebeten wird. Honma war bereits zuvor über die Angriffe informiert worden, so dass ihn Nakahashis Ankunft nicht überraschte. Nachdem Honma den Platz verlassen hatte, versuchte Nakahashi, das Sakashita-Tor zu sichern; den Haupteingang zum Gelände des Kyūden (die Residenz des Kaisers).
Nakahashis Plan war es, das Sakashita-Tor zu sichern und dann mit Hilfe von Taschenlampen den in der Nähe befindlichen Rebellen im Polizeipräsidium zu signalisieren, sich ihnen anzuschließen. Nachdem die Rebellen die Kontrolle über das Tor – und damit den Zugang zum Kaiser – sichergestellt hatten, konnten sie genau regeln, wen der Kaiser zu Gesicht bekam.
Dennoch scheiterte die Sicherung des Kaiserpalastes. Nakahashi hatte Schwierigkeiten, mit den anderen Rebellen in Kontakt zu treten. Um 8:00 Uhr erfuhr Honma von dessen Beteiligung am Aufstand und forderte Nakashi mit vorgehaltener Waffe auf, das Palastgelände zu verlassen. Aufgrund der Überzahl von Honmas Männern tat er wie geheißen und schloss sich Kurihara in Okadas Residenz an. Seine Soldaten blieben noch bis 13:00 Uhr am Tor, ehe sie verscheucht wurden und zu ihren Kasernen zurückkehrten. Aus diesem Grund wurden diese 75 Soldaten in der offiziellen Zählung der Rebellen nicht berücksichtigt.

### 3. Infanterie-Regiment

#### Angriff auf Makoto Saitō
Oberstleutnant Naoshi Sakai führte 120 Männer des 3. Infanterie-Regiments zu Makoto Saitōs privater Residenz in Yotsuya. Mehrere Offiziere umstellten die wachhhabenden Polizisten, bis sich diese ergaben. Fünf Männer, darunter Sakai, betraten das Haus und fanden Saitō mit seiner Frau Haruo im zweiten Stock in ihrem Schlafzimmer. Sie schossen mehrfach auf Saitō, der tot zu Boden fiel. Seine Frau bedeckte ihn mit ihrem Körper und forderte die Offiziere auf: „Bitte, tötet mich stattdessen“, doch sie zogen sie nur weg und schossen weiter auf Saitō. Haruo wurde durch eine abprallende Kugel an der Schulter verletzt.
Nach Saitōs Tod führten zwei Offiziere eine Gruppe von Männern an, um Jōtarō Watanabe anzugreifen. Der Rest verließ die Stadt, um nordöstlich des Heeresministeriums Stellung einzunehmen.

#### Angriff auf Kantarō Suzuki
Teruzō Andō führte 200 Männer des 3. Infanterie-Regiments zu Kantarō Suzukis Privatwohnung gegenüber dem Kaiserpalast in Kōjimachi. Sie umstellten und entwaffneten die wachhabenden Polizisten und ein Teil der Männer betrat das Gebäude. Als Suzuki in seinem Schlafzimmer gefunden wurde, wurden zwei Schüsse auf ihn abgefeuert (wer die Schüsse abgegeben hat, ist unklar). Andō wollte den ausblutenden Suzuki mit seinem Schwert einen Gnadenstoß verpassen, aber Suzukis Frau intervenierte und bat darum, es selbst tun zu dürfen. Im Glauben, Suzuki sei ohnehin tödlich verwundet worden, willigte Andō ein. Er entschuldigte sich bei ihr und erklärte, er habe zum Wohle der Nation gehandelt. Schließlich befahl er seinen Männern, Suzuki zu salutieren und sie brachen auf, um die Miyakezaka-Kreuzung nördlich des Heeresministeriums zu bewachen. Suzuki wurde zwar schwer verwundet, überlebte aber.
Andō hatte bereits 1934 ein Gespräch mit Suzuki geführt und ihm den Rücktritt vom damaligen Premierminister Saitō nahegelegt, um an dessen Stelle die Position einzunehmen. Suzuki hatte den Vorschlag zwar abgelehnt, dennoch gewann Andō von ihm einen guten Eindruck.

#### Angriff auf Jōtarō Watanabe
Im Anschluss an den Angriff auf Saitō machten sich 20 Männer unter der Führung von Tarō Takahashi und Yutaka Yasuda auf zwei Lastwagen auf den Weg zu Jōtarō Watanabes Wohnsitz in Ogikubo, am Stadtrand von Tokio, wo sie kurz nach 7:00 Uhr eintrafen. Trotz der zwei Stunden, die seit den anderen Angriffen vergangen waren, wurde kein Versuch unternommen, Watanabe zu warnen.
Als die Männer die Vorderseite des Hauses betraten, wurden sie von der dort stationierten Militärpolizei unter Beschuss genommen. Yasuda und ein weiterer Offizier wurden verwundet. Die Soldaten drangen schließlich durch den Hintereingang ein und trafen Watanabes Ehefrau vor ihrem Schlafzimmer im zweiten Stock vor. Sie schoben sie zur Seite und sahen Watanabe, der einen Futon als Deckung benutzte. Watanabe eröffnete das Feuer auf die Rebellen und wurde im Gegenzug mehrfach von einem leichten Maschinengewehr angeschossen. Takahashi stürzte daraufhin nach vorne und erstach Watanabe mit seinem Schwert, um ihn vor längeren Qualen zu bewahren. Watanabes neunjährige Tochter Kazuko wurde Zeugin seines Todes, als sie sich hinter einem Tisch in der Nähe versteckte.
Die Offiziere bestiegen den Lastwagen und fuhren ab. Sie brachten ihre beiden Verwundeten in ein Krankenhaus und bezogen dann Stellung im Norden von Nagatachō.

#### Einnahme des Tokio Polizeipräsidiums
Shirō Nonaka griff mit fast einem Drittel aller rebellischen Truppen, ziemlich genau 500 Männer des 3. Infanterie-Regiments, das Polizeipräsidium südlich des Kaiserpalastes an, um dessen Kommunikationseinrichtungen zu sichern und die Entsendung von Notfalleinheiten (特別警備隊, Tokubetsu Keibi-tai) zu verhindern.
Sie stießen auf keinen Widerstand und konnten so das Gebäude sichern. Der genaue Grund für die Kapitulation ist unbekannt. Einige Historiker vermuten, dass die Polizei den Ausgang des Konfliktes in die Hände der Armee legen wollte. Die große Zahl der beteiligten Männer – 500 – war auf die gescheiterte Einnahme des Kaiserpalastes zurückzuführen. Nachdem die Mission gescheitert war, schlossen sie sich den Truppen am Polizeipräsidium an.
Nach der Besetzung des Polizeipräsidiums führte Oberstleutnant Kinjirō Suzuki eine kleine Gruppe an, um die nahegelegene Residenz von Innenminister Fumio Gotō anzugreifen. Gotō war nicht zuhause und entkam damit dem Groll der Offiziere. Suzuki wurde für die geplante Attacke später geächtet, da sie auf seiner eigenen Entscheidung und nicht auf dem Gruppenplan basierte.

## Reaktion der Regierung und Zerschlagung des Aufstands

### Opposition des Gerichtshofes und des Kaisers Hirohito
Der Kaiserpalast erfuhr von dem Staatsstreich, als Hauptmann Ichitarō Yamaguchi, ein Unterstützer der Rebellen, seinen Schwiegervater Shigeru Honjō, Aide-de-camp und Mitglied der Kōdō-ha, um etwa 5:00 Uhr informierte. Honjō kontaktierte daraufhin die ihm untergestellten Soldaten und den Vorsitzenden der Militärpolizei und begab sich zum Palast. Kaiser Hirohito selbst erfuhr um 5:40 von dem Vorfall und konsultierte Honjō um 6:00 Uhr. Er wies ihn an, den Aufstand zu zerschlagen, sagte aber nicht genau, wie.
Mit dem Tod Saitōs und der schweren Verwundung Suzukis waren die wichtigsten Berater des Kaisers nicht zugegen, so dass er sich an Kōichi Kito, den Haushaltsminister Kurahei Yuasa und Vize-Grand Chamberlain Tadataka Hirohata wendete. Die Beamten trafen sich, nachdem sie von Suzukis Sekretär von den Anschlägen erfahren hatten. Sie unterstützten ein hartes Durchgreifen und rieten dem Kaiser, sich auf die Zerschlagung des Aufstandes zu konzentrieren und den Rücktritt der derzeitigen Regierung nicht zu akzeptieren, da dies „den Sieg der Rebellenarmee bedeuten würde“ und die Regierung „bestechlich machen würde.“ Nachdem er diesen Rat angehört hatte, verhärtete Hirohito seinen Kurs.
Kawashima traf sich mit dem Kaiser um 9:30 Uhr nach seinem Treffen mit dem Rebellen im Heeresministerium. Er las ihm das ihm gegebene Dokument mitsamt der Forderungen vor und empfahl dem Kaiser, ein neues Kabinett zu bilden, um die „Kokutai zu klären, das nationale Leben zu stabilisieren und die Verteidigung der Nation voranzutreiben.“ Der Kaiser weigerte sich und forderte Kawashima auf, den Aufstand niederzuschlagen.
Als die verbleibenden Mitglieder von Okadas Regierung, die von seinem Überleben und seiner erfolgreichen Flucht nichts wussten, am Nachmittag zurücktreten wollten, teilte Hirohito ihnen mit, dass er dies solange nicht zulassen würde, bis der Aufstand zerschlagen ist.

### Proklamation des Heeresministers
Der Oberste Militärrat (OMR) hielt am Nachmittag eine inoffizielle Sitzung ab. An der Sitzung nahmen auch einige, eigentlich externe Offiziere teil, darunter Kashii, Yamashita, Kawashima und Hajime Sugiyama. Der OMR war zwar ein prestigeträchtiger Teil der Armee, hatte aber in Friedenszeiten nur wenige Aufgaben und war daher zu einem Gremium erhoben worden, in das hochrangige Offiziere berufen werden konnten, ohne dass eine tatsächliche Machtdelegation stattfand. Aus diesem Grund wurden auch verschiedene Kōdō-ha-Generäle, wie Araki und Mazaki, zu Mitgliedern ernannt.
Die Legitimität der Sitzung war umstritten, schließlich war sie nicht vom Kaiser einberufen worden. Sugiyama verweigerte sich deshalb, ihre Weisungsbefugnis anzuerkennen. Auch Araki weigerte sich und entgegnete, dass die „Ältesten der Armee“ die Situation klären müssten. Der Rat wurde eindeutig von Kōdō-ha-Mitgliedern dominiert.
Trotz des Befehls des Kaisers, den Aufstand zu unterdrücken, schlug Akari vor, eine Botschaft an die Rebellen zu verfassen. Diese Botschaft, die unter dem Namen Proklamation des Heeresministers bekannt wurde (und aufgrund der inoffiziellen Sitzung der OMR im Namen Kawashimas veröffentlicht wurde), wurde kritisch kommentiert. Einige Historiker sahen in ihr den Versuch, die Offiziere zum Waffenstillstand anzuregen. Andere interpretierten sie als Unterstützung des Aufstands.
Die Proklamation lautete:

„Proklamation des Heeresministers:
1. Der Zweck eurer Handlungen ist Seiner Majestät mitgeteilt worden.
2. Wir erkennen an, dass eure Beweggründe auf dem ehrenhaften Wunsch beruhen, das nationale Gemeinwesen zu klären.
3. Der gegenwärtige Zustand des Kokutai (einschließlicher seiner Verunreinigung) ist für uns eine Angelegenheit von großem Bedauern.
4. Alle Obersten Kriegsräte sind übereingekommen, sich zu vereinen und nach den oben genannten Grundsätzen vorzugehen.
5. Alles darüber hinaus obliegt dem Willen Seiner Majestät.“

Nach der Genehmigung des Textes überbrachte Yamashita die Botschaft den Rebellen im Heeresministerium. Einige der Offiziere sagten später aus, Yamashita habe die Billigung des Kaisers behauptet. Yamashita selbst verneinte dies.
Ein weiterer strittiger Punkt war der Wortlaut der Proklamation. Obwohl im obigen Text vermerkt ist, dass die „Beweggründe“ der Rebellen anerkannt wurden, wurde eine andere Version des Textes von Kashii (möglicherweise auf Anweisung Kawashimas) kurz nach 15:30 Uhr an Militäreinheiten in Tokio verteilt. In dieser Version wurden die „Handlungen“ der Aufständischen anerkannt und nicht ihre „Beweggründe.“ Dieser Unterschied wurde auf eine nachträgliche Manipulation des Textes durch die Kōdō-ha zurückgeführt. Araki und Yamashita wiesen die Vorwürfe zurück und behaupteten, dass der von Kashii verteilte Text ein unvollendeter Entwurf der Proklamation war.
Zwei weitere Entwicklungen verstärkten den Eindruck der aufständischen Offiziere, dass ihr Aufstand erfolgreich gewesen war. Um 15:00 Uhr, kurz bevor die Nachricht des Heeresministers veröffentlicht wurde, ordnete Kashii in seiner Eigenschaft als Kommandeur der Tokioter Garnison den Ausnahmezustand (戦時警備, senji keibi) im Einsatzgebiet der 1. Division an. Dies hatte zur Folge, dass die Rebellen formell dem 3. Infanterie-Regiment von Generalleutnant Takeo Hori unterstellt wurden. Hori unterstellte sie Oberst Satoshi Kofuji und beauftragte sie mit der Aufrechterhaltung von Recht und Ordnung in ihrem Gebiet. Somit handelten die aufständischen Offiziere nicht mehr illegal, indem sie ihre Posten besetzten. Wie die frühere Proklamation des Heeresministers wurde auch dieser Befehl später als Versuch gerechtfertigt, die aufständischen Offiziere von einem Waffenstillstand zu überzeugen. Die Offiziere fühlten sich jedoch durch diesen Akt ermutigt und waren überzeugt, dass sie kurz vor dem Erfolg standen.
Die zweite positive Entwicklung war die Ausrufung des Kriegsrechts. Das Kabinett lehnte diese Maßnahme zunächst ab, da es befürchtete, dass sie dazu benutzt werden könnte, eine Militärherrschaft zu errichten (genau wie die jungen Offiziere es sich erhofft hatten). Als Kawashima darauf bestand, dass sie notwendig war, um den Aufstand zu beenden, gaben sie nach. Der Geheime Rat stimmte zu, und das Edikt wurde am 27. Februar 1936 um 01:20 Uhr vom Kaiser unterzeichnet. Kashii wurde zum Chef des „Hauptquartiers für Kriegsrecht“ ernannt. In seinem ersten Befehl, der noch am selben Morgen erging, wies er die aufständischen Truppen an, das Kriegsrecht im Gebiet von Kōjimachi (das gerade besetzt wurde) durchzusetzen.

### Opposition innerhalb des Militärs
Trotz der oben beschriebenen Entwicklungen war die Position der Putschisten weniger sicher, als angenommen. Der Kaiser und seine Beamten hatten eine unvergleichbare harte Haltung eingenommen und auch innerhalb des Militärs stieß der Aufstand auf Widerstand, insbesondere im Generalstab und der Marine. Andere Teile der Armee unterstützten zwar die Attentate, konnten sich aber nicht mit den radikal sozialistischen Ideen der Shōwa-Restauration anfreunden und insbesondere ein durch die Kōdō-ha dominiertes Kabinett lehnten sie ab. Wiedermals andere, darunter Kanji Ishiwara, unterstützen sowohl die Attentate als auch die Shōwa-Restauration, waren aber über den unbefugten Einsatz der Truppen, außerhalb des Gruppenplans, verärgert.
Der Generalstab wurde de facto durch ein Triumvirat geführt, bestehend aus dem Generalstabschef, dem stellvertretenden Generalstabschef und dem Kommandeur. Da der Kommandeur, Jōtarō Watanabe, tot und der Generalstabschef Kotohito Kan’in krank war, wurde dem stellvertretenden Generalstabschef Hajime Sugiyama die volle Kontrolle übergeben. Als Mitglied der Tōsei-ha hatte sich dieser von Anfang an für die gewaltsame Räumung der von den Rebellen besetzten Hauptstadt eingesetzt. Seine mangelnde Bereitschaft, ein neues, Kōdō-ha-dominiertes, Kabinett zu akzeptieren, sollte letztendlich ein wichtiger Faktor für das Scheitern des Aufstandes sein.
Der Marinestab sah den Aufstand ähnlich negativ, was zumindest teilweise auf die Anschläge auf drei Admirale (Okada, Saitō und Suzuki) zurückzuführen war. Am Nachmittag des 27. Februars 1936 wurden vierzig Kriegsschiffe in der Bucht von Tokio stationiert, und die Bodenstreitkräfte der Marine wurden zur Verteidigung der Marineeinrichtungen in der Stadt eingesetzt.

### Verhandlungen und Stillstand

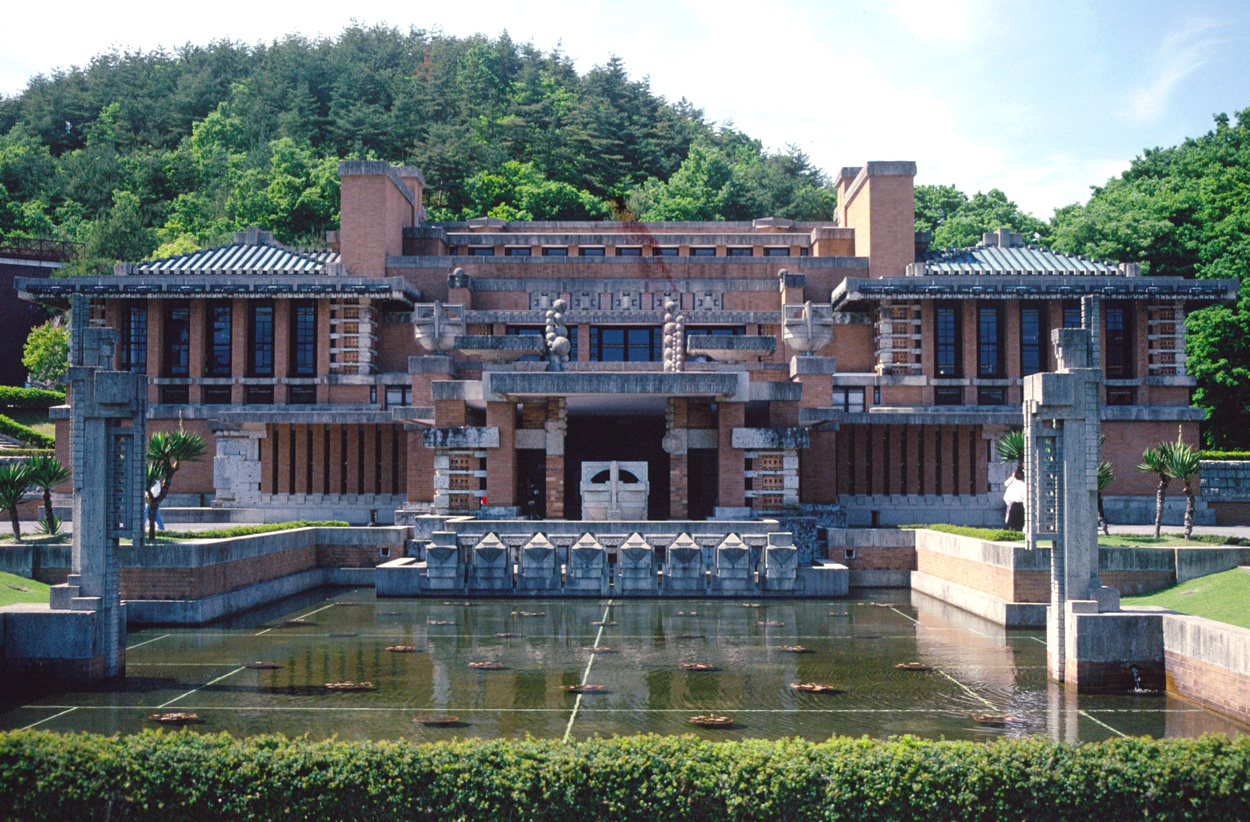
Eingangsbereich des Imperial Hotels, in dem sich Ishiwara und Sakichi Mitsui auf einen Kompromiss einigten, der jedoch sowohl von den Rebellen, als auch Sugiyama abgelehnt wurde.

Bereits zum Abend des 26. Februars 1936 trat in die Entwicklung des Aufstandes gewissermaßen ein Stillstand ein. Die Opposition des Kaisers und Sugiyamas hatte ihr Hauptziel verhindert: Die Ernennung eines vom Militär dominierten Kabinetts, mit Mazaki als Befehlsleiter. Obgleich es ihnen gelungen war, ein gewisses Maß an Anerkennung für ihre Aktionen zu erlangen, war es offensichtlich, dass sie ihre Positionen nicht unbegrenzt halten konnten. Ihre Anwesenheit war indes ihr stärkstes Druckmittel, doch selbst unter den Anhängern mehrte sich die Meinung, den Aufstand zu beenden.
Aus diesem Grund trafen sich Araki, Mazaki und die meisten anderen Mitglieder des OMR in der Nacht des 26. Februars mit Muranaka und Kurihara im Heeresministerium. Dort beglückwünschten sie die Offiziere erneut, baten sie aber, zu ihren Einheiten zurückzukehren und den Rest dem OMR zu überlassen. Die Putschisten hingegen blieben bei ihrer Meinung, eine Shōwa-Restauration voranzutreiben und ein „starkes Militärskabinett“ zu bilden. Folglich wurde keine Einigung erzielt.
Es folgten nächtliche Verhandlungen zwischen Ishiwara und Oberstleutnant Sakichi Mitsui, einem Unterstützer des Aufstandes, im Imperial Hotel. Sie einigten sich auf einen Kompromiss: Ein neues Kabinett unter Admiral Eisuke Yamamoto sollte gegründet werden, wenn die Rebellen sich ergaben. Dieser Kompromiss wurde sowohl durch Sugiyama als auch durch die restlichen Rebellen abgelehnt (welche ein Kabinett nur unter Führung Mazakis akzeptieren wollten).
Eine Einigung schien erzielt worden zu sein, als die Putschisten am 27. Februar um ein Treffen mit Mazaki baten. Mazaki, der von zwei weiteren Mitgliedern des OMR (Noboyuki Abe und Yoshikazu Nishi) begleitet wurde, traf um 16:00 Uhr beim Heeresministerium ein. Dort waren alle Rebellenführer versammelt, mit Ausnahme von Andō und Kurihara, die für die Sicherstellung der Außenbereiche zuständig waren und Kōno, der noch im Krankenhaus lag. Die Rebellen erklärten Mazaki, dass sie ihm alles anvertrauen würden. Mazaki dankte ihnen, erklärte aber, dass er nichts tun könne, solange sie den Aufstand nicht beendeten. Er würde außerdem auch selbst gegen sie kämpfen, wenn sie sich den Wünschen des Kaisers weiter widersetzten. Die Rebellen entgegneten, dass sie den förmlichen Befehl zum Abzug natürlich befolgen würden.
Nach dem Treffen waren sowohl Mazaki als auch die Rebellenoffiziere erleichtert. Mazaki glaubte, eine gewaltlose Kapitulation der Rebellen erreicht zu haben und die Rebellen waren offenbar überzeugt, dass kurz darauf ein Kabinett Mazaki gebildet werden würde. Kashii ordnete an, dass die Truppen die Nacht in den von ihnen besetzten Gebäuden verbringen sollten und berichtete dem Kaiser, dass die Situation bis zum Morgen geklärt sein würde.

### Kaiserlicher Befehl

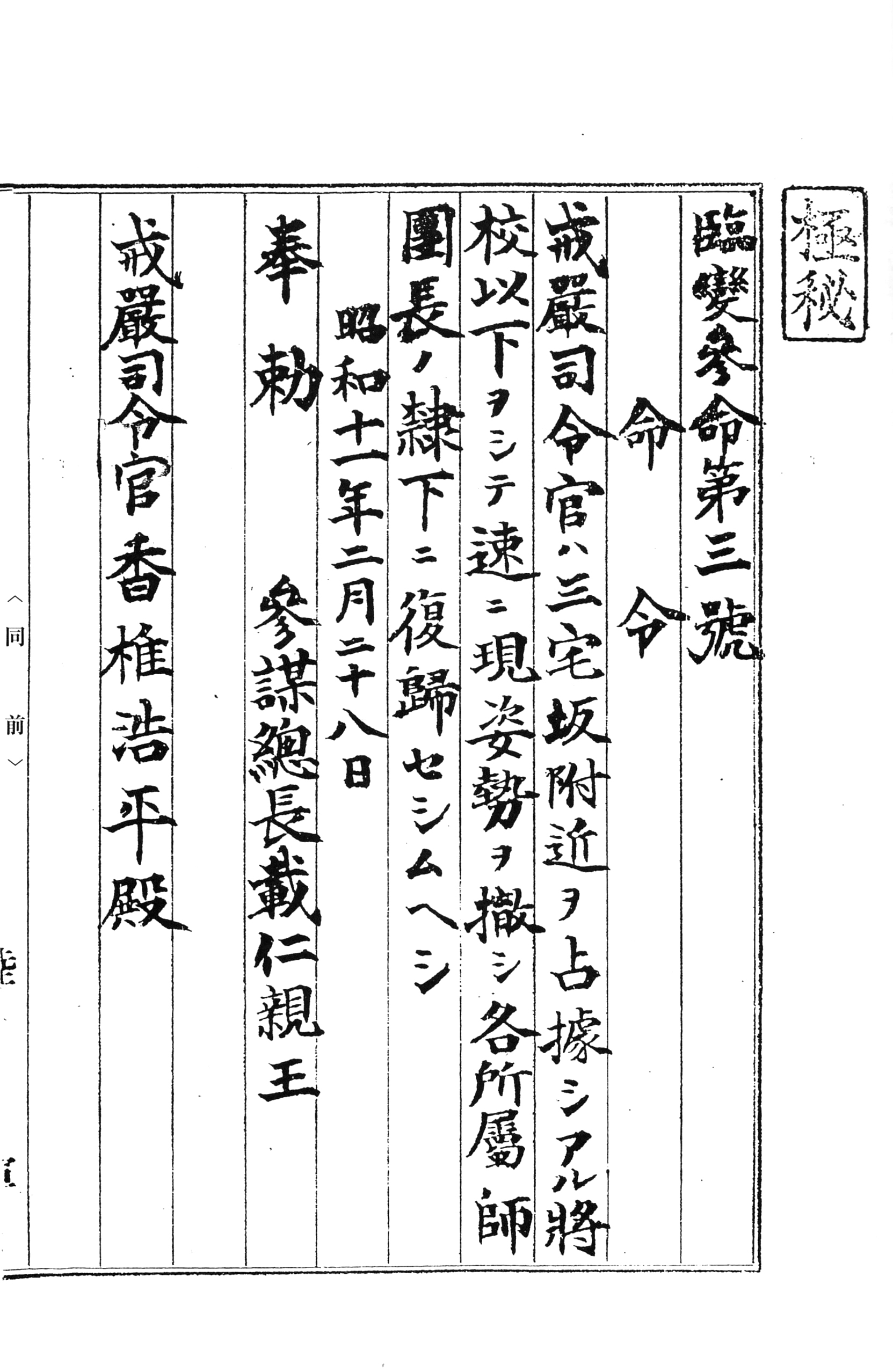
Fotografie des kaiserlichen Befehls, welcher im Namen Kotohito Kan’ins an Kōhei Kashii weitergegeben wurde und Hajime Sugiyama zur – nach seinem Ermessen bestimmten – Anwendung von Gewalt autorisierte.

Kashii und Mazaki wussten indes nicht, dass Sugiyama den Kaiser bereits um 8:20 Uhr um einen kaiserlichen Befehl gebeten hatte, nach dem er den Aufstand gewaltsam zerschlagen durfte. Der Kaiser zögerte nicht und erteilte Sugiyama sofort die Erlaubnis, in seinem eigenen Ermessen die Verhältnismäßigkeit der Gewalthandlungen einzuschätzen. Der an Kashii gerichtete Befehl befahl „die Offiziere und Männer, die das Gebiet Miyakezaka besetzen, sofort zu vertreiben.“
Am Abend des 27. Februars wurde Kaiser Hirohito zunehmend ungeduldig, weil es dem Militär nicht gelang, den Aufstand so niederzuschlagen, wie er es am Vortag angeordnet hatte. Er rief Honjō zu sich und forderte Informationen über die Rebellen und ihre aktuellen Pläne. Als Honjō die Motive der Offiziere verteidigte, beschuldigte der Kaiser sie, „ihm einen seidenen Strick um den Hals legen zu wollen“. Irgendwann wurde Hirohito derart wütend, dass er drohte, persönlich das Kommando über die kaiserlichen Truppen zu übernehmen und ihnen den Angriff der Rebellen zu verordnen.
Der Generalstab und das „Hauptquartier für Kriegsrecht“ beschlossen, das kaiserliche Kommando am 28. Februar um 05:00 Uhr an die Kaiserliche Japanische Armee weiterzugeben. Von diesem Zeitpunkt an wurde in offiziellen Dokumenten, in denen zuvor der von den aufständischen Offizieren selbst gewählte Begriff „Aufstand“ verwendet worden war, stattdessen das Wort „Rebellion“ (叛乱, hanran) angewendet.
Um 8:00 Uhr wurde der nominelle Vorgesetzte der Rebellen, Major Konfuji, angewiesen, die Rebellen über den kaiserlichen Befehl zu informieren und ihnen folglich zur Kapitulation zu raten. Muranaka und Kōda trafen sich daraufhin mit Takeo Hori, um in Erfahrung zu bringen, ob der Befehl tatsächlich so erteilt wurde. Er log sie an und meinte, keinen Befehl erhalten zu haben, so dass die erleichterten, wenngleich skeptischen Offiziere wieder abreisten.
Am frühen Morgen fand eine Besprechung der wichtigsten Armeeführer statt, an der auch Kawashima, Kashii und Sugiyama teilnahmen (Araki und Mazaki wollten teilnehmen, wurden aber ausgeladen). Kawashima und Kashii waren zunächst darauf erpicht, Gewalt zu vermeiden, doch als die Rebellen die von ihnen eingenommenen Gebiete gegen 10:00 Uhr immer noch nicht räumten, stimmten sie einer gewaltsamen Auflösung zu. Aus nicht weiter bekannten Gründen wurde die Durchführung des kaiserlichen Befehls dennoch weiter verschoben.
Um 12:00 Uhr besuchte Yamashita das Heeresministerium und teilte den Rebellen mit, dass der kaiserliche Befehl jederzeit durchgeführt werden kann und es nun Zeit sei „Verantwortung zu übernehmen.“ Hori stieß um 12:30 zu der Gruppe, bestätigte Yamashitas Worte und gab zu, gelogen zu haben. Kurihara bestand daraufhin auf die Entsendung eines kaiserlichen Boten, der den Kaiser darum bitten sollte, den Führungskräften den Suizid durch Seppuku zu gestatten, während die untergeordneten Soldaten zurück in die Kasernen gebracht werden. Trotz Honjōs Bitte, dem Gesuch der Rebellen stattzugeben, weigerte sich der Kaiser.
Doch schon zuvor waren nicht alle Aufständischen zum Suizid bereit gewesen. Andō etwa war erzürnt über die Idee und schrie: „Die Generäle wollen uns als Schemel benutzen und selber töten.“ Seine Ablehnung der Idee und die Weigerung des Kaisers führten zu einem Sinneswandel der Rebellen, welche um 13:30 wieder beschlossen, zu kämpfen. Kofuji erfuhr dies um 14:00 Uhr, als er sie besuchte, um ihnen den kaiserlichen Befehl vorzulesen (sie lehnten diesen aber ab, da ein Befehl formell erteilt werden muss, um gültig zu sein). Kurz darauf, um 16:00 Uhr, verkündete der Kaiserpalast offiziell die Anwendung vom Kriegsrecht, nach dem Gewalt angewendet wird, wenn sich die Rebellen nicht sofort ergeben. Um 23:00 Uhr erging der Befehl, am 29. Februar um 5:00 Uhr mit den Vorbereitungen für einen Großangriff zu beginnen.

### Letzte Stunden
Am Morgen des 29. Februar war die Rebellenarmee (weniger als 1.500 Mann) von mehr als 20.000 Regierungstruppen und 22 Panzern umzingelt. Der Großangriff war für 09:00 Uhr geplant. Bis 05:30 Uhr waren alle Zivilisten in den umliegenden Gebieten evakuiert worden.
Ab 08:00 Uhr begann die Kaiserliche Japanische Armee mit einer groß angelegten Propagandaaktion gegen die Rebellentruppen. Drei Flugzeuge verteilten Flugblätter aus der Luft, ein riesiger Werbeballon mit der Aufschrift „Der kaiserliche Befehl wurde erteilt, widersetzt euch nicht den Farben der Armee“ wurde in der Nähe aufgehängt und eine Reihe von Radiosendungen wurde über NHK ausgestrahlt. Die Sendungen und Flugblätter versicherten den Soldaten, dass es noch nicht zu spät sei, zu ihren Einheiten zurückzukehren, und informierten sie über den kaiserlichen Befehl. (Die Rundfunksendungen sollten später zu Problemen führen, da sie versprachen, dass alle Verbrechen vergeben würden.)
Die Flugblätter hatten folgenden Wortlaut:

„An die Unteroffiziere!
1. Es ist noch nicht zu spät, also kehren sie zu ihren Einheiten zurück.
2. Jeder, der sich widersetzt, wird als Rebell erschossen.
3. Eure Väter, Mütter, Brüder und Schwestern werden um euch weinen, weil ihr als Verräter sterben werdet.

Gezeichnet, das Hauptquartier für Kriegsrecht, 29. Februar“

Diese Bemühungen hatten in Verbindung mit den aussichtslosen Chancen eine verheerende Wirkung. Kurz nach Mitternacht begannen Desertionen; um 10:00 Uhr waren viele der Truppen verschwunden.
Als sie die Aussichtslosigkeit erkannten, entließen bis zum Mittag alle Offiziere, außer Andō, ihre Soldaten. Um 13:00 Uhr befahl Andō seinen Männern schließlich den Abzug und unternahm einen erfolglosen Selbstmordversuch durch einen Kopfschuss. Der Rest versammelte sich im Heeresministerium. Dort trafen sie Yamashita und Ishiwara, die ihnen vorschlugen, Suizid zu begehen. Oberst Nobutoki Ide, Mitglied des Generalstabs, kam zum Gebäude und beorderte Nonaka nach draußen, der sich kurz darauf erschoss. Isobe behauptete, Nonaka sei zum Selbstmord gezwungen worden, um die anderen Offiziere unter Druck zu setzen, das Gleiche zu tun. Der letzte aufständische Offizier, der Suizid beging, war Kōno, der nach dem gescheiterten Angriff auf Makino noch im Krankenhaus lag und sich eine Woche später mit einem Messer selbst erstach. Die übrigen Offiziere wurden um 18:00 Uhr von der Militärpolizei verhaftet. Allen wurden ihre Dienstgrade aberkannt.

## Nachwirkungen

### Prozesse

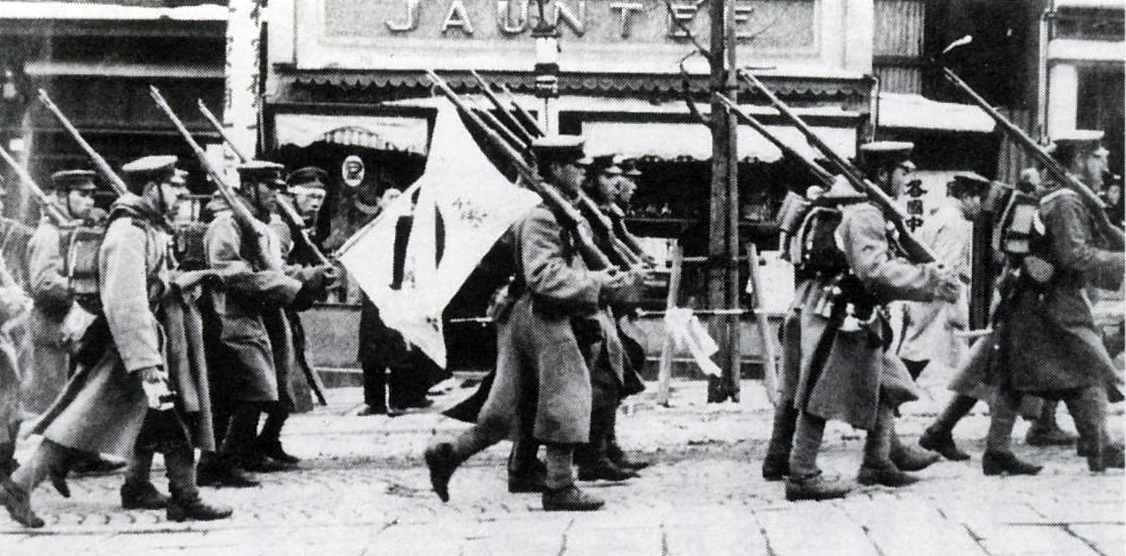
Die rebellischen Truppen kehren in ihre Baracken zurück.

Am 4. März 1936 unterzeichnete der Kaiser eine Verordnung, mit der ein Sonderkriegsgericht (特設軍法会議, tokusetsu gunpō kaigi) eingerichtet wurde, um die am Aufstand Beteiligten zu verurteilen. Alle 1.483 Mitglieder der Gerechten Armee wurden verhört, aber nur 124 von ihnen wurden vor Gericht gestellt: 19 Offiziere, 73 Unteroffiziere, 19 Soldaten und 10 Zivilisten. Von diesen wurden alle Offiziere, 43 Unteroffiziere, drei Soldaten und alle Zivilisten für schuldig befunden. Die Prozesse im Zusammenhang mit dem Aufstand dauerten fast 18 Monate.

#### Hauptprozess gegen die Rädelsführer
Der Hauptprozess gegen die Rädelsführer des Aufstandes (die 19 überlebenden Offiziere, Isobe, Muranaka und zwei weitere Zivilisten) begann am 28. April. Das Verfahren fand unter Ausschluss der Öffentlichkeit statt und die Angeklagten hatten weder das Recht auf einen Rechtsbeistand, noch das Recht, Zeugen zu benennen oder Rechtsmittel (Berufung oder Revision) einzulegen. Die Richter waren nicht daran interessiert, die Motive und Absichten der Angeklagten zu erfahren, und zwangen sie, sich bei ihren Aussagen auf ihre Taten zu konzentrieren. Der Prozess unterschied sich somit deutlich von dem Prozess, dem Aizawa einige Monate zuvor gegenübergestanden hatte.
Die wegen „Rebellion“ (反乱罪, hanran-zai) angeklagten Rebellen argumentierten, dass ihre Handlungen durch die Proklamation des Heeresministers und ihre Eingliederung in die Streitkräfte des Kriegsrechts gebilligt wurden und dass ihnen der kaiserliche Befehl nie formell vorgelegt worden war.
Die Urteile wurden am 4. Juni 1936 verkündet und die Strafen am 5. Juli verhängt: Alle wurden für schuldig befunden und 17 davon zum Tode verurteilt.
| Bild | Name                | Rang                 | Alter | Angeklagepunkt                     | Strafe                      |
| ---- | ------------------- | -------------------- | ----- | ---------------------------------- | --------------------------- |
|      | Kōda Kiyosada       | Infanterie-Hauptmann | 32    | Meuterei, Anstiftung zur Rebellion | Todesstrafe                 |
|      | Andō Teruzō         | Infanterie-Hauptmann | 31    | Rebellion                          | Todesstrafe                 |
|      | Kurihara Yasuhide   | Leutnant             | 27    | Rebellion                          | Todesstrafe                 |
|      | Takeshima Tsugio    | Leutnant             | 28    | Rebellion                          | Todesstrafe                 |
|      | Tsushima Katsuo     | Leutnant             | 27    | Rebellion                          | Todesstrafe                 |
|      | Nakahashi Motoaki   | Leutnant             | 28    | Rebellion                          | Todesstrafe                 |
|      | Niu Yoshitada       | Leutnant             | 27    | Rebellion                          | Todesstrafe                 |
|      | Sakai Naoshi        | Leutnant             | 25    | Rebellion                          | Todesstrafe                 |
|      | Tanaka Masaru       | Leutnant             | 25    | Rebellion                          | Todesstrafe                 |
|      | Nakajima Kanji      | Sub-Leutnant         | 23    | Rebellion                          | Todesstrafe                 |
|      | Yasuda Yutaka       | Sub-Leutnant         | 24    | Rebellion                          | Todesstrafe                 |
|      | Takahashi Tarō      | Sub-Leutnant         | 23    | Rebellion                          | Todesstrafe                 |
|      | Hayashi Hachirō     | Sub-Leutnant         | 21    | Rebellion                          | Todesstrafe                 |
|      | Muranaka Takaji     | Ehemaliger Hauptmann | 32    | Rebellion                          | Todesstrafe                 |
|      | Isobe Asaichi       | Ehemaliger Hauptmann | 30    | Rebellion                          | Todesstrafe                 |
|      | Shibukawa Zensuke   | Kadett               | 30    | Rebellion                          | Todesstrafe                 |
|      | Mugiya Kiyosumi     | Sub-Leutnant         | 25    | Rebellion                          | Lebenslange Freiheitsstrafe |
|      | Tokiwa Minoru       | Sub-Leutnant         | 21    | Rebellion                          | Lebenslange Freiheitsstrafe |
|      | Suzuki Kinjirō      | Sub-Leutnant         | 21    | Rebellion                          | Lebenslange Freiheitsstrafe |
|      | Kiyohara Yasuhira   | Sub-Leutnant         | 21    | Rebellion                          | Lebenslange Freiheitsstrafe |
|      | Ikeda Toshihiko     | Sub-Leutnant         | 21    | Rebellion                          | Lebenslange Freiheitsstrafe |
|      | Imaizumi Yoshimichi | Sub-Leutnant         | 21    | Rebellion                          | Lebenslange Freiheitsstrafe |

#### Nebenprozess gegen weitere Beteiligte
Vier weitere Prozesse fanden für die direkt an den Angriffen Beteiligten statt:
1. Einer für die Unteroffiziere, die an den Angriffen auf Saitō, Watanabe und das Polizeipräsidium beteiligt waren.
2. Einer für die Unteroffiziere, die an den Angriffen auf Okada, Takahashi, Suzuki und das Heeresministerium beteiligt waren.
3. Einer für die an diesen Angriffen beteiligten Soldaten.
4. Einer für den Unteroffizier und sechs Zivilisten, die am Angriff auf Makino beteiligt waren.

Eine Reihe von Prozessen wurde auch gegen 37 Männer geführt, die der indirekten Unterstützung der Rebellion angeklagt waren. Vierundzwanzig wurden für schuldig befunden, wobei die Strafen von lebenslanger Haft bis zu einer Geldstrafe von 45 Yen (in etwa 0,35 Euro) reichten.
| Bild | Name               | Rang                     | Alter | Anklagepunkt                 | Strafe                      |
| ---- | ------------------ | ------------------------ | ----- | ---------------------------- | --------------------------- |
|      | Yamaguchi Ichitarō | Oberstleutnant           | 33    | Beihilfe zur Meuterei        | Lebenslange Freiheitsstrafe |
|      | Yamashita Ryōji    | Infanterie-Hauptmann     | 45    | Beihilfe zur Meuterei        | 4-jährige Haftstrafe        |
|      | Arai Isao          | Infanterie-Hauptmann     | 43    | Vernachlässigung des Postens | 6-jährige Haftstrafe        |
|      | Suzuki Gorō        | Infanterie-Hauptmann     | 38    | Vorbereitung einer Meuterei  | 6-jährige Haftstrafe        |
|      | Inoue Tatsuo       | Leutnant                 | 43    | Vorbereitung einer Meuterei  | 4-jährige Haftstrafe        |
|      | Shiota Toshio      | Leutnant                 |       | Vorbereitung einer Meuterei  | 4-jährige Haftstrafe        |
|      | Mitsui Sakichi     | Reserveoffizier          | 26    |                              | 3-jährige Haftstrafe        |
|      | Suganami Saburō    | Soldat                   | 37    |                              | 5-jährige Haftstrafe        |
|      | Ōkura Eiichi       | Soldat                   | 37    |                              | 4-jährige Haftstrafe        |
|      | Suematsu Tahei     | Soldat                   | 39    |                              | 3-jährige Haftstrafe        |
|      | Shimura Mutsuki    | Soldat                   | 44    |                              | 1,5-jährige Haftstrafe      |
|      | Shiki Takato       | Soldat                   |       |                              | 5-jährige Haftstrafe        |
|      | Saitō Ryū          | Soldat                   | 61    |                              | 2-jährige Haftstrafe        |
|      | Koshimura Sutejirō | Soldat                   |       |                              | 3-jährige Haftstrafe        |
|      | Fukui Miyuki       | Soldat                   |       |                              | 3-jährige Haftstrafe        |
|      | Machida Senzō      | Soldat                   |       |                              | 1,5-jährige Haftstrafe      |
|      | Miyamoto Masayuki  |                          |       | Landesverrat                 | 2-jährige Haftstrafe        |
|      | Katō Harumi        |                          |       | Landesverrat                 | 2-jährige Haftstrafe        |
|      | Satō Shōzō         |                          |       | Landesverrat                 | 1-jährige Haftstrafe        |
|      | Miyamoto Seizō     |                          |       | Landesverrat                 | 1-jährige Haftstrafe        |
|      | Sugita Shōgo       |                          |       | Landesverrat                 | 1,5-jährige Haftstrafe      |
|      | Mizukami Gen-ichi  |                          | 27    | Rebellion                    | 1-jährige Haftstrafe        |
|      | Nakajima Seiji     | Reservier Sergeant Major | 28    | Rebellion                    | Todesstrafe                 |
|      | Miyata Akira       | Reservier Sergeant Major | 27    | Rebellion                    | 15-jährige Haftstrafe       |
|      | Ujino Tokiyoshi    | Sergeant                 | 24    | Rebellion                    | 15-jährige Haftstrafe       |
|      | Kuroda Akira       | Private (2. Grad)        | 25    | Rebellion                    | 15-jährige Haftstrafe       |
|      | Kurosawa Kakuichi  | Private (1. Grad)        | 21    | Rebellion                    | 15-jährige Haftstrafe       |
|      | Watabiki Shōzō     |                          | 22    | Landesverrat                 | 15-jährige Haftstrafe       |
|      | Yamamoto Matashi   | Sub-Leutnant             | 42    | Rebellion                    | 10-jährige Haftstrafe       |
|      | Kamekawa Tetsuya   | Soldat                   |       | Rebellion                    | Unbestimmte Haftstrafe      |
|      | Nakahashi Teruo    | Soldat                   |       | Rebellion                    | 3-jährige Haftstrafe        |

#### Umstrittene Prozesse gegen Ikki Kita und Mitsugi Nishida
Ikki Kita und Mitsugi Nishida wurden ebenfalls als Rädelsführer des Aufstandes angeklagt und in einem separaten Prozess verurteilt. Sie hatten während des Aufstands nur indirekt gehandelt (hauptsächlich durch telefonische Unterstützung und die Inspiration der Rebellen durch Kitas Werk Ein Plan zur Neuordnung Japans) und erfüllten somit nicht die Voraussetzungen des Straftatbestandes.
Der Vorsitzende Richter, Isao Yoshida, protestierte gegenüber dem Heeresministerium, dass die Anklage unzulässig sei. Die nun in der Armee herrschenden Tōsei-ha-Generäle hatten jedoch beschlossen, dass der Einfluss der beiden Männer ausgeschaltet werden müsse. Yoshida schrieb später einen langen Brief an die anderen Richter: Auch wenn die Beweislage nicht ausreiche, sei es von höchster Wichtigkeit, dass beide Männer – allen voran Kita – verurteilt werden. So geschah es auch: Kita und Nishida wurden am 14. August 1937 zum Tode verurteilt.
| Bild | Name            | Alter | Anklagepunkt             | Strafe      |
| ---- | --------------- | ----- | ------------------------ | ----------- |
|      | Kita Ikki       | 52    | Anstiftung zur Rebellion | Todesstrafe |
|      | Nishida Mitsugi | 34    | Anstiftung zur Rebellion | Todesstrafe |

#### Prozess gegen Mazaki
Das einzige bedeutende Militärmitglied, das wegen seiner vermeintlichen Beteiligung am Aufstand vor Gericht gestellt wurde, war Mazaki, dem die Kollaboration mit den aufständischen Offizieren unterstellt wurde. Obwohl er nach eigener Aussage der Anklage für schuldig befunden wurde, wurde er am 25. September 1937 freigesprochen. Dies wurde auf den Einfluss von Fumimaro Konoe zurückgeführt, der im Juni Premierminister geworden war.

#### Urteile
Fünfzehn der Offiziere wurden am 15. Juli in einem Militärgefängnis in Shibuya durch ein Erschießungskommando hingerichtet. Die Hinrichtung von Muranaka und Isobe wurde aufgeschoben, damit sie im Prozess gegen Kita und Nishida aussagen konnten. Muranaka, Isobe, Kita und Nishida wurden am 14. August 1937 am selben Ort durch ein Erschießungskommando hingerichtet.

#### Suizide
Am Morgen des 29. Februar 1936 wurde Leutnant Kenkichi Aoshima vom Konoe-Transportkorps tot in seinem Haus aufgefunden, nachdem er sich mit einem Schwert selbst getötet hatte. Seine Frau folgte seinem Beispiel, wickelte sich eine Decke um die Taille und stach sich mit einem Katana in den Hals (Shinjū).
Am Morgen des 29. Februar erschoss sich Feldwebel Okazawa Kenkichi vom 1. Infanterieregiment im Erdgeschoss eines Hauses in Ichibeicho, Azabu. Am 2. März beging der Gefreite Shozo Tanabe von der Kempeitai durch ein Erschießungskommando Selbstmord. Am 16. März schoss sich der Feldwebel Goro Inaba vom 1. Telegrafenregiment desselben Regiments mit einem Kavalleriegewehr in die Brust.
Am 18. Oktober erschoss sich Leutnant Tanaka Yayoi, der ebenfalls in den März-Zwischenfall und Oktober-Zwischenfall verwickelt war, in seinem Haus in Setagaya. Es gab keinen Abschiedsbrief. Kurz vor dem Zwischenfall versuchte Tanaka, ein Telegramm an alle seine Kameraden im Land zu schicken; eine Vielzahl von diesen wurden vom zentralen Postamt beschlagnahmt.
Hauptmann Yoriyoshi Ogishi, Kommandeur einer Kompanie des 61. Infanterieregiments, war nicht direkt in den Vorfall verwickelt, wurde aber aufgrund seiner Führungsqualitäten in die Reserve versetzt. Leutnant Jiro Gomiya, der unter ihm Zugführer war, beging Selbstmord wegen der ungerechten Bestrafung durch seinen Vater, Generalmajor Jun Gomiya.
Über die Suizidumstände der wichtigsten beiden Akteure, Hauptmann Shirō Nonaka und Luftwaffenkapitän Hisashi Kōno, ist weniger bekannt.
| Bild | Name         | Rang              | Alter |
| ---- | ------------ | ----------------- | ----- |
|      | Shirō Nonaka | Hauptmann         | 32    |
|      | Hisashi Kōno | Luftwaffenkapitän | 28    |

### Regierungswechsel

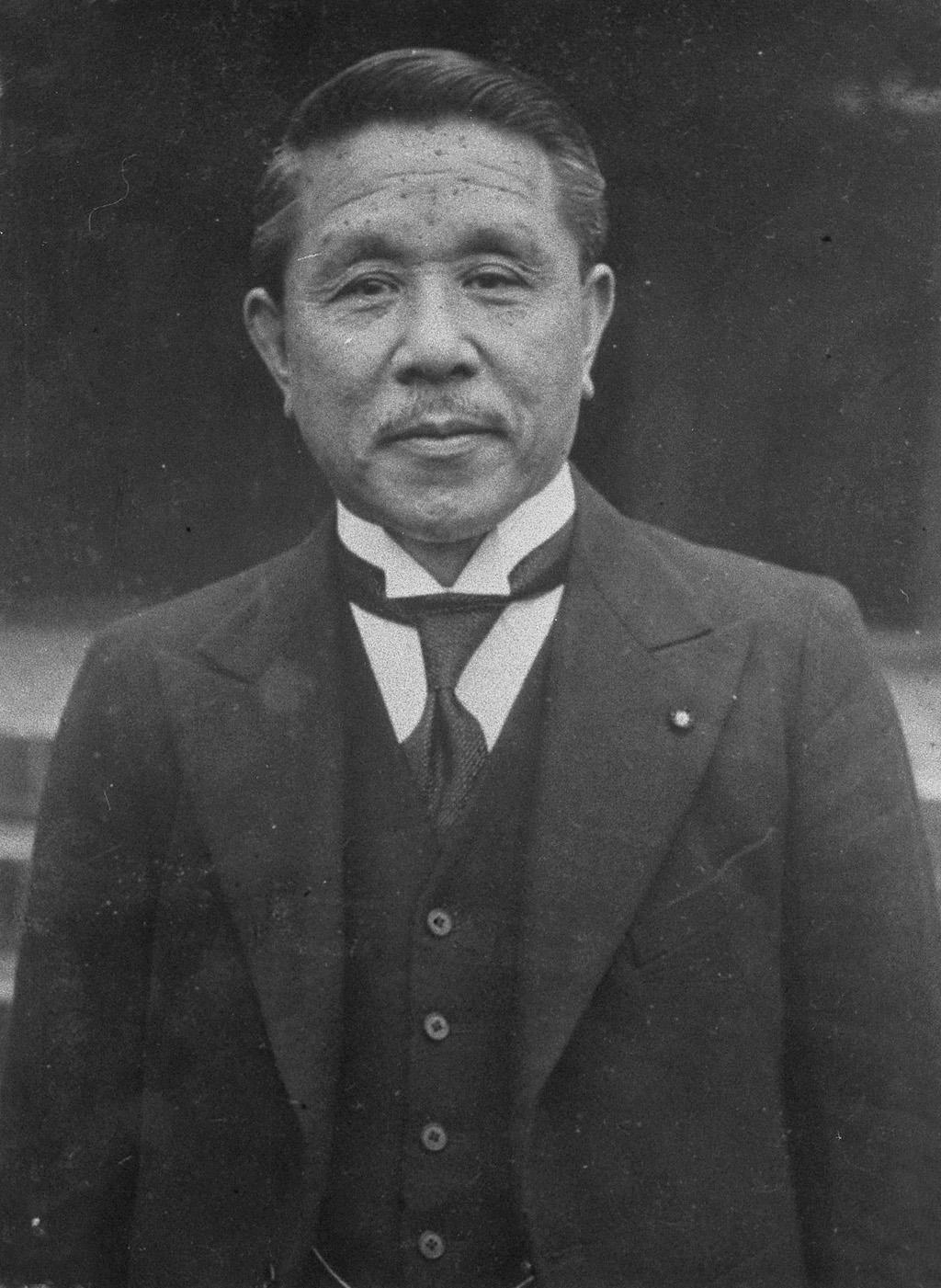
Das Kabinett Okada trat infolge des Staatsstreichs am 9. März zurück und es bildete sich ein neues Kabinett unter Führung von Kōki Hirota (Foto aus dem Jahr 1936).

Trotz des Scheiterns des Staatsstreichs hatte der Zwischenfall vom 26. Februar zur Folge, dass der Einfluss des Militärs auf die zivile Regierung erheblich zunahm. Das Kabinett Okada trat am 9. März zurück und ein neues Kabinett wurde von Kōki Hirota gebildet. Dieser Übergang war jedoch nicht unproblematisch. Als die Wahl Hirotas bekannt gegeben wurde und die Bemühungen um die Bildung eines Kabinetts begannen, machte General Hisaichi Terauchi, der neue Heeresminister, seinen Unmut über einige der ausgewählten Kandidaten deutlich. Hirota gab Terauchis Forderungen nach und änderte seine Auswahl, indem er beispielsweise Hachirō Arita anstelle von Shigeru Yoshida zum Außenminister ernannte.
Auf diese Einmischung in die Kabinettswahl folgte die Forderung, dass nur Offiziere im aktiven Dienst als Heeres- und Marineminister tätig sein durften. Bis zu diesem Zeitpunkt hatten auch Reserve- und pensionierte Offiziere die Ämter bekleiden dürfen. Die Forderung wurde am 18. Mai durch kaiserlichen Befehl akzeptiert und genehmigt. Diese Änderung hatte weitreichende Folgen für die japanische Regierung, da sie den Streitkräften effektiv ein Vetorecht über die Regierungspolitik einräumte. Indem sie einen Minister zum Rücktritt aufforderten und sich weigerten, einen neuen Offizier als seinen Nachfolger zu ernennen, konnten die Streitkräfte eine Regierung nach ihrem Gutdünken zu Fall bringen. Dieses Schicksal ereilte Hirota weniger als ein Jahr später, als Terauchi wegen Hirotas Weigerung, den Landtag aufzulösen, zurücktrat.
Unter Hirota wurde später der Antikominternpakt mit dem nationalsozialistischen Deutschland unterzeichnet. Kriegsgegner wurden aus der japanischen Regierung gedrängt, mit direkten Auswirkungen auf den zweiten japanisch-chinesischen Krieg, und vermutlich auch auf den Zweiten Weltkrieg.

### Personelle Umgliederung der Armee
Zwar wurde nur Mazaki strafrechtlich belangt, dennoch spürte die Kōdō-ha weitreichende Konsequenzen.
Unter Terauchis Schirmherrschaft begannen Reformstabsoffiziere (革新幕僚, kakushin bakuryō), vor allem Ishiwara und Mutō, mit einer „Säuberung“ des Militärs. Von den zwölf vollwertigen Generälen der Armee wurden bis Ende April neun aus dem aktiven Dienst entfernt, darunter die Kōdō-ha-Mitglieder Araki, Mazaki, Kawashima und Honjō. Gleichzeitig wurden andere Kōdō-ha-Offiziere und ihre Unterstützer entweder aus dem aktiven Dienst entfernt oder auf Posten außerhalb der Hauptstadt versetzt, von denen sie weniger Einfluss auf die Politik nehmen konnten. Dazu zählten Yamashita, Kashii, Kofuji, Hori, Hashimoto und Yanagawa.
Obwohl in begrenztem Umfang auch andere Offiziere, die keine Kōdō-ha waren, ins Visier genommen wurden, lag der Schwerpunkt der Maßnahmen eindeutig auf der Ausschaltung des Einflusses der Kōdō-ha. Fast jeder hochrangige Offizier, der die Rebellen während des Aufstandes unterstützt hatte, war betroffen.

### Rolle des Prinzen Yasuhito Chichibu
In der japanischen Geschichtswissenschaft ist besonders die Rolle von Prinz Chichibu Yasuhito ein umstrittenes Thema. Dieser soll gute Kontakte zu den Verschwörern gehabt haben. Darüber hinaus wollte sich Chichibu Yasuhito aktiv an dem Putsch beteiligen, wurde aber von der Militärführung zum 31. Regiment auf der Nordspitze von Honshū versetzt. Dadurch wollte man den Kontakt zwischen den Verschwörern und dem Prinzen unterbinden.

## Gedenkfeier
Die Eltern, Witwen und Kinder der hingerichteten Männer, die von der Regierung bis Kriegsende am Veranstalten einer Gedenkfeier gehindert wurden, bildeten die Busshinkai (佛心会). Unter diesem Namen richteten sie in Tokio zwei Gedenkstätten für die Offiziere des Zwischenfalls vom 26. Februar ein.
Im Jahr 1952, kurz nach dem Ende der alliierten Besetzung Japans, stellten sie einen Grabstein mit dem Titel „Grab der zweiundzwanzig Samurai“ (二十二士之墓, nijūni-shi no haka) im Kensōji, einem Tempel in Azabu-Jūban, auf; dort wurde die Asche der hingerichteten Männer beigesetzt. Die Zahl 22 steht für die 19 hingerichteten Männer, die beiden, die Selbstmord begingen (Nonaka und Kōno) und Aizawa.
Im Jahr 1965 errichteten sie eine Statue von Guanyin, der buddhistischen Göttin des Mitgefühls, zum Gedenken an die Rebellen und ihre Opfer am ehemaligen Standort der Hinrichtungsstätte in Shibuya.

## Der Putschversuch in der Populärkultur

### Film und Fernsehen
- Der 1966 erschienene Film Lied der Gewalt von Seijun Suzuki erzählt die Geschichte eines verwirrten, liebeskranken Jugendlichen, der seine aufgestaute Wut auslässt, indem er sich den Streitkräften des Putschversuches anschließt.
- In der Film-Trilogie Männer und Krieg (1970–1972) von Yamamoto Satsuo werden die drei Tage des Putschversuches in Gestalt tatsächlich existierender Personen ausführlich nachgespielt.
- 1973 erschien der Film Coup D'Etat von Yoshishige Yoshida, eine Biografie Kita Ikkis mit Fokus auf die Ereignisse des Putschversuches. Er war Japans Einreichung für die Kategorie Bester internationaler Film bei der Oscarverleihung 1974, wurde aber nicht angenommen.
- Der Vorfall ist ein wichtiges Element der Hintergrundgeschichte des Kommandeurs Yonoi im 1983 erschienenen britisch-japanischen Film Furyo – Merry Christmas, Mr. Lawrence von Nagisa Ōshima.
- Der 1989 erschienene Film 226 von Hideo Gosha basiert auf dem Zwischenfall.
- Die Anime-Fernsehserie Senkō no Night Raid aus dem Jahr 2010 fokussiert sich auf verschiedene Vorkriegsereignisse in Japan und der Mandschurei. Die letzte Folge Panther in the Snow handelt vom Putschversuch.

### Theater
- 1953 wurde das Neo-Drama Rebellion von Tanaka Chikao in Tokio uraufgeführt.
- Das 1961 aufgeführte Drama Zehntages Chrysanthemen von Yukio Mishima erzählt die Geschichte eines pensionierten Staatsmannes, der im Jahr 1936 einem nationalistischen Attentat entgangen ist. Die geschilderten Ereignisse sind offenkundig vom Februarputsch inspiriert.
- 1993 initiierten der Komponist Toshirō Mayuzumi und der Choreograph Maurice Béjart das Ballett-Stück M, das sich thematisch mit dem Putschversuch auseinandersetzt. Die Uraufführung war in Paris.

### Comic
- Die Comicreihe Aikoku Sensō (deutsch „Trauriger Krieg“) von Kazuo Koike erschien zwischen 1988 und 1989 in sechs Bänden bei Shūeisha. Sie erzählt die Ereignisse des Putschversuches aus sechs verschiedenen Perspektiven.[138]